# Josef Lenzel
Josef Lenzel (ur. 21 kwietnia 1890 we Wrocławiu, zm. 3 lipca 1942 w KL Dachau) – niemiecki ksiądz rzymskokatolicki, przeciwnik narodowego socjalizmu. Bronił praw i godności maltretowanych polskich robotników przymusowych, za co został zamęczony w niemieckim obozie koncentracyjnym.

## Życiorys
W 1911 rozpoczął studia teologiczne w Uniwersytecie Wrocławskim. 3 czerwca 1915 przyjął święcenia kapłańskie w katedrze wrocławskiej. Zaraz po wyświęceniu został wikarym w Wołowie, a od 1916 był wikarym w Berlinie-Pankow. W 1929 został rektorem, a w 1930 tytularnym proboszczem parafii św. Marii Magdalena w Berlinie-Niederschönhausen. 

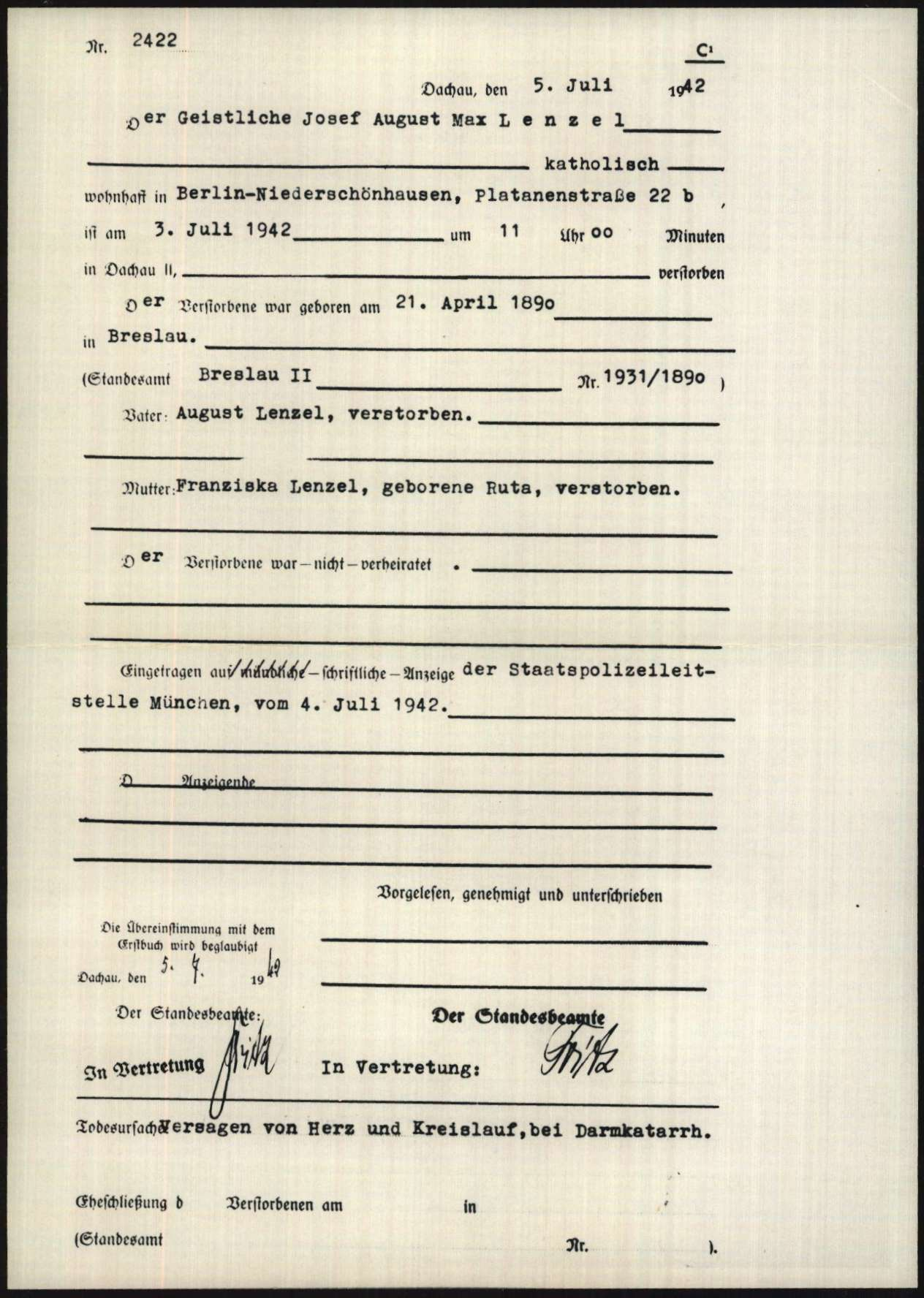
Akt zgonu Josefa Lenzela podczas więźnia w nazistowskim obozie koncentracyjnym Dachau. Zgłoszona przyczyna śmierci: „Niewydolność serca i krążenia spowodowana katarem jelit”

Podczas II wojny światowej w swojej parafii był duszpasterzem polskich robotników przymusowych, jednak charakter pomocy i troska, jaką im okazywał kapłan, zwróciła uwagę miejscowych władz nazistowskich. 7 stycznia 1942 podczas przygotowań do nabożeństwa dla Polaków został aresztowany przez Gestapo i wysłany do niemieckiego obozu koncentracyjnego KL Dachau. Tam 3 lipca 1942 na skutek okrutnego traktowania i wyczerpania organizmu zmarł.

## Upamiętnienie
- Tablica pamiątkowa w krypcie Katedry św. Jadwigi Śląskiej w Berlinie-Mitte,
- Tablica pamiątkowa umieszczona na symbolicznym nagrobku ku czci Josefa Lenzla stoi przed parafią św. Marii Magdaleny w Berlinie-Niederschönhausen,
- W Berlinie w dzielnicy Pankow-Niederschönhausen została nazwana jego imieniem ulica Pfarrer-Lenzel-Straße.

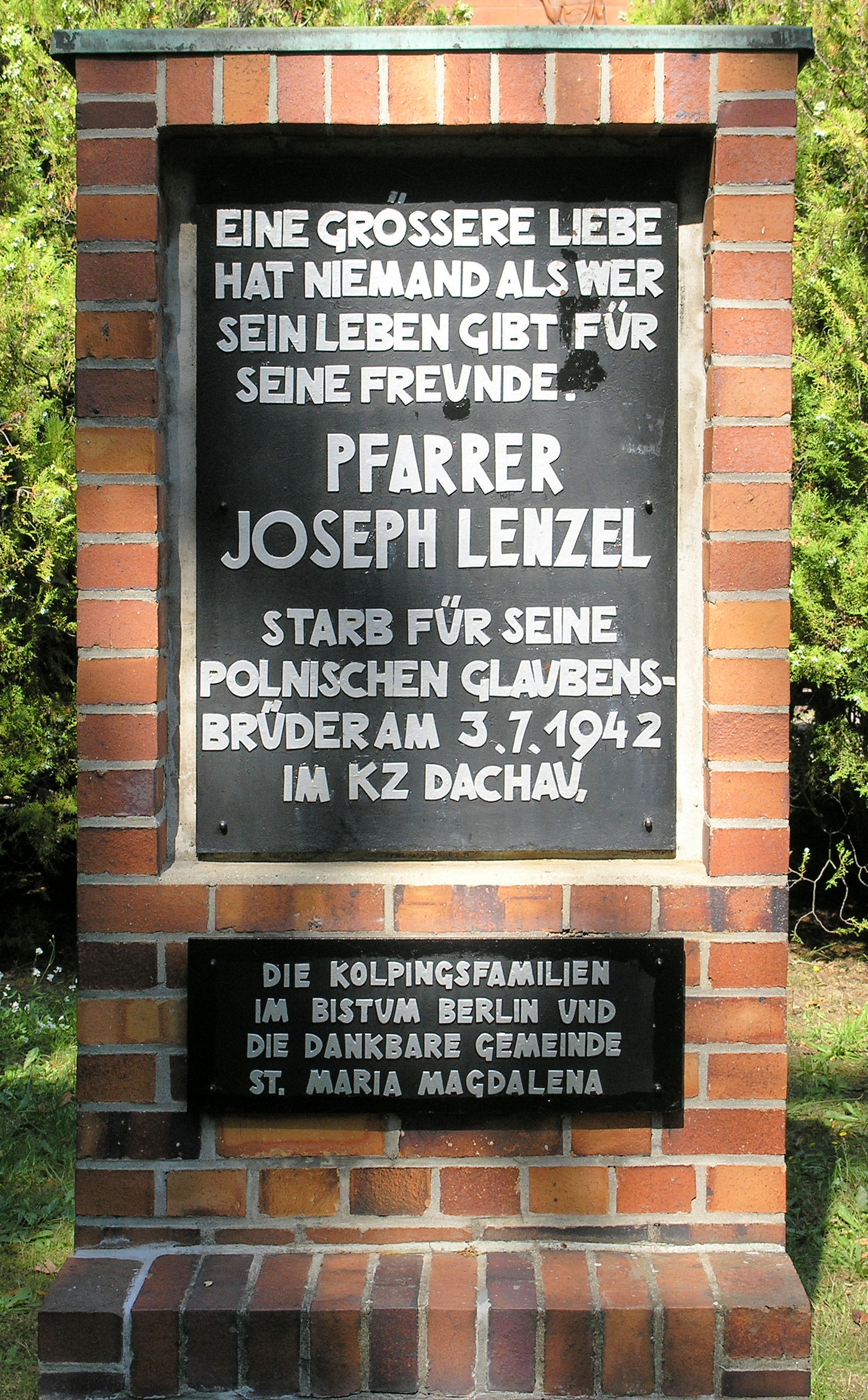
Tablica pamiątkowa przy parafii św. Marii Magdaleny na ul. Platanenstraße 22 w Berlinie-Niederschönhausen ku czci ks. Josepha Lenzla, który oddał życie za Polaków - braci w wierze
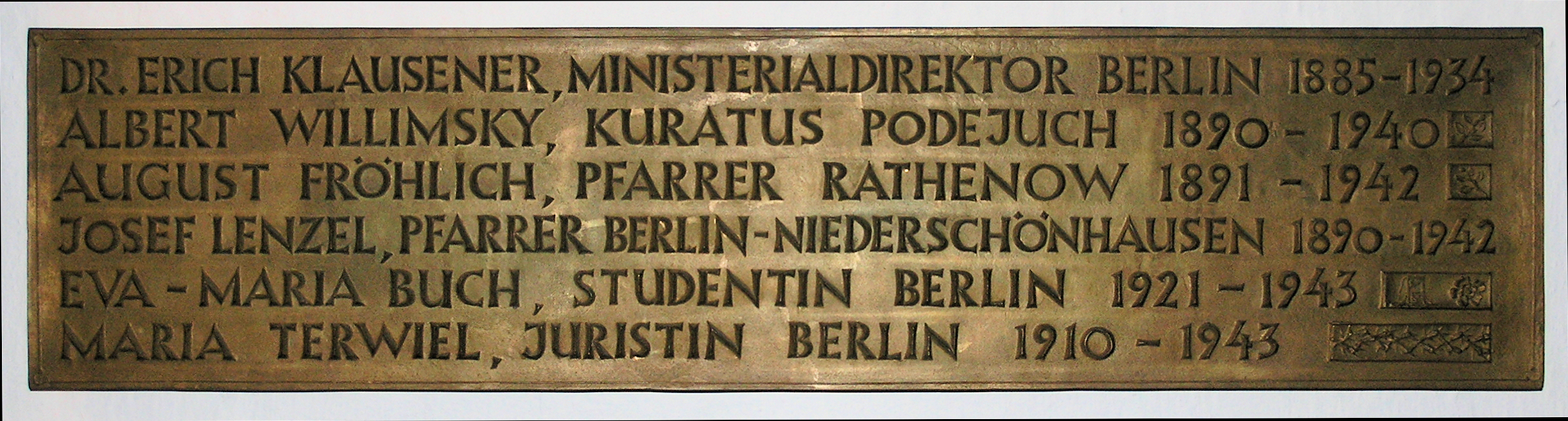
Część tablicy poświęcona pamięci katolików z archidiecezji berlińskiej zamordowanych przez nazistów, znajdująca się w Katedrze św. Jadwigi Śląskiej w Berlinie